# Oberfeulen
Oberfeulen (en luxemburguès: Uewerfeelen; en alemany: Oberfeulen) és una vila de la comuna de Feulen situada al districte de Diekirch del cantó de Diekirch. Està a uns 27 km de distància de la ciutat de Luxemburg.